# Xiropótamos
Xiropótamos är en ort i Grekland.   Den ligger i prefekturen Nomós Drámas och regionen Östra Makedonien och Thrakien, i den nordöstra delen av landet, 400 km norr om huvudstaden Aten. Xiropótamos ligger 242 meter över havet och antalet invånare är 2 670.
Terrängen runt Xiropótamos är varierad. Runt Xiropótamos är det ganska tätbefolkat, med 111 invånare per kvadratkilometer. Närmaste större samhälle är Dráma, 5,7 km sydost om Xiropótamos. Trakten runt Xiropótamos består till största delen av jordbruksmark.